# Сборная Франции по регби
Сборная Франции по регби (фр. Équipe de France de rugby à XV) — национальная команда, представляющая Францию в международных соревнованиях по регби по правилам World Rugby высшего уровня. Помимо главной команды Францию представляет также резервный состав, который называется командой «А», молодёжную сборную, и соответствующие женские сборные. Сборная Франции по регби выступает под патронажем Французской федерации регби (в 1906—1919 годах — Союз французских спортивных обществ).
Свой первый товарищеский матч сборная Франции провела в 1906 году против сборной Новой Зеландии. С 1910 года она принимает участие в Кубке шести наций (до 2000 года — Кубок пяти наций), 17 раз выигрывала турнир, 9 раз завоёвывала большой шлем. Французы трижды были финалистами Кубка мира по регби — на первом таком турнире в 1987, 1999 и 2011 годах. Сборная Франции — олимпийский чемпион 1900 года и дважды серебряный медалист Олимпиад.
На эмблеме сборной изображён галльский петух, а потому неофициально её игроков называют петухами. Два других прозвища команды, «Трёхцветные» (фр. Les tricolores) и «Синие» (фр. Les Bleus), связаны с традиционными цветами формы — красно-сине-белой. Свои домашние матчи сборная Франции чаще всего проводит на «Стад де Франс», однако некоторые встречи проходят на различных стадионах по всей стране. Как и сборная Франции по футболу главная регбийная команда страны практикует атакующую игру.

## История

### Первые годы регби во Франции
Регби появилось во Франции в 1872 году благодаря английским коммерсантам, которые основали регбийный клуб в Гавре.
Первый международный регбийный матч состоялся в 1871 году между сборными Шотландии и Англии, но французы ждали свою первую игру ещё 35 лет. Впервые национальная сборная была сформирована для игры в Англии против команды Civil Service Athletic Club. Она полностью состояла из игроков команды «Расинг». В присутствии 10 тысяч зрителей французская команда проиграла 0-2. На следующий день она играла с клубом Ричмонда, усиленного двумя игроками из других клубов и снова проиграла 3-9. 6 апреля 1896 года французская команда играла с командой из Эдинбурга. Игра состоялась на следующий день после окончания чемпионата Франции, в котором играли 12 французских игроков. 21 ноября 1886 года Луи Доде опубликовал в газете Sports Athlétiques призыв сформировать официальную национальную команду.
Команда, состоявшая из игроков трёх парижских клубов («Расинг», «Стад Франсе» и Космополитен) играла в олимпийском турнире 1900 года. Она выиграла сначала у немецкого клуба «Франкфурт» 27-17, а потом у английского «Мозли Уондерерс» 27-8, и стала олимпийским чемпионом. Финальная игра состоялась в присутствии 6 тысяч зрителей, что было крупнейшим посещением Олимпиады.
С 1902 по 1905 годы сборная Франции играла и проиграла матчи против канадской команды (10-23), «Суонси» (0-20), ирландской команды «Бектив Рейнджерс» (8-13).

### 1906—1914: обучение
Первый официальный матч по регби-15, собранной Французским союзом спортивных обществ, состоялся 1 января 1906 года. Противником была сборная Новой Зеландии, которая тогда осуществляла турне по европейским странам. Местом проведения игры был «Парк де Пренс», на который собралось 3 тысячи зрителей. Судил Луи Деде. Новозеландцы победили 38-8. Честь впервые вывести команду на поле выпала капитану Анри Аманд, он стал первым «сборником» французского регби. В состав команды входили англичанин Уильям Крайтон и американец Аллан Мур.
22 марта сборная Франции, впервые в трёхцветной форме (голубые майки, белые кюлоты и красные гетры), встретилась со сборной Англии на «Парк де Пренс» и проиграла 8-35. Счет был почётный, и сборная Англии решила играть с французами раз в год. Их примеру последовали сборная Уэльса и сборная Ирландии.
Сборная Франции получила право играть в Турнире пяти наций в 1910 году. Накануне первой игры на вокзале Сен-Лазар французов собралось только четырнадцать, и тогда тренер Шарль Бренна решил, чтобы иметь возможность начать турнир в полном составе, срочно привлечь в команду парижского игрока Жоа Андюрана. Французы ещё только учились играть, и в первые годы до 1914 года всегда занимали последние места за исключением турнира 1911 года, в котором они опередили сборную Шотландии.
В промежутке между 1906 и 1914 годами сборная Франции сыграла 28 матчей и одержала единственную победу против Шотландии 2 января 1911 года со счетом 16-15. Среди игроков этой команды выделялся крайний Пьер Файо по прозвищу «Автобус». Он совершил две попытки и помешал шотландцам осуществить попытку за несколько секунд до конца победного для французов матча.

### 1919—1931: прогресс
11 мая 1919 года после окончания Первой мировой войны сборная Франции встретилась со сборной Новой Зеландии, которую тогда называли «киви». Французы были близки к победе, но уступили со счётом 13-14. В последующие годы сборная прогрессировала и выиграла по два матча из четырёх в Турнирах пяти наций 1921 и 1931 годах. Свою первую победу в гостях она одержала 2 апреля 1920 года в Дублине. В той игре команда под руководством капитана Филиппа Струсиано выиграла со счётом 15-7, совершив пять попыток.
Она играла в регбийном турнире Олимпиады—1920, где кроме неё было ещё только одна команда — сборная США. Единственный матч состоялся в Антверпене, и победили в нём американцы 8-0, а сборная Франции получила серебряные медали. Через несколько недель сборная Франции взяла реванш, выиграв в Париже 14-6.
Эти две команды встретились также и в финале следующей Олимпиады, которая проходила в Париже. Сборная США вновь получила золотые медали, убедительно выиграв 17-3. Этот матч стал последним в олимпийской истории регби — игра была исключена из программы Олимпиад, и вернётся в неё только с 2016 года в другом варианте — регби-7.
Между 1920 и 1930 годами сборная Франции сыграла 50 матчей и выиграла 13 из них. Она по крайней мере по одному разу выиграла у всех ведущих европейских сборных, но проиграла со значительным счетом сборной Новой Зеландии в матче 1925 года. В целом, команда прогрессировала и вышла на уровень лучших в мире. Одна из этих побед, 2 апреля 1927 года, имела особое значение, поскольку это была первая победа над англичанами. До этого сборная Франции проиграла 15 из 16 встреч с ними, и только раз, в 1922 году, сыграла вничью. Капитаном сборной в том победном матче Адольф Жореги. В следующем году, 9 апреля, он возглавлял команду в ещё одном историческом матче в котором была одержана победа над Уэльсом со счётом 8-3.

### 1932—1939: исключение из турнира
Сборная Франции была исключена из Турнира пяти наций в 1931 году на основании обвинений в грубости, а также привлечения в команду профессиональных игроков. Регби по правилам регбийного союза сохраняло статус любительского спорта вплоть до 1990-х, поскольку считалось спортом высших классов в отличие от пролетарского регби по правилам регбийной лиги. В начале 1930-х годов французских регбистов стали обвинять в том, что они получают деньги за матчи, а французские клубные команды перекупают игроков друг у друга. Кроме того, игра сборной Франции стала отмечаться грубостью на поле и беспорядками за его пределами. Особенно грубой была игра со сборной Уэльса 1930 года, в которой немало игроков получили травмы, а на трибунах была большая давка. Более 20 тысяч болельщиков не смогли попасть на стадион.
Большинство французских регбийных клубов тоже выступили против профессиональных игроков в богатейших командах. В декабре 1930 года они отделились от Федерации и основали Французский союз любительского регби. Союз отказывался отпускать своих игроков в сборную, что существенно ослабило сборную команду. В течение этого периода сборная Франции встречалась только с командами, которые значительно уступали британским сборным: сборными Италии, Германии и Румынии..
Францию снова допустили к игре в Турнире в 1939 году после того, как Французская федерация нашла в 1932 году общий язык с командами, отколовшимися от неё, но из-за Второй мировой войны турнир не проводился до 1947 года.

### 1945—1958: разделённые чемпионства
После окончания Второй мировой войны сборная Франции возобновила международные выступления матчем против Уэльса 22 декабря 1945 года. В том же году она сыграла матч против команды британской армии в январе и против Британских львов в апреле.
В промежуток между 1945 и 1950 годами французы сыграли 26 матча, выиграв 14 из них. В 1950-х годах вплоть до 1958 года баланс выигрышей и проигрышей тоже был положительным: 30 побед в 49 матчах. 21 февраля 1948 года сборная Франции впервые выиграла у Уэльса в гостях, в Суонси, со счетом 11-3. Робер Соро получил после того матча прозвище „Лев из Суонси“. Месяцем ранее французы совершили в Париже ещё одну историческую победу — над сборной Австралии.
24 февраля 1951 года французы во главе с капитаном Ги Баске впервые победили сборную Англии на „Туикенеме“ (11-3). Англичане были последними из сборных Турнира пяти наций, кого Франция смогла одолеть на выезде.
В 1952 году сборной Франции снова грозило исключение из Турнира пяти наций. По мнению британцев во французском регби продолжали существовать признаки профессионального спорта, так как сохранялись плата за переходы из команды в команду, поощрение за игру и премии за выигрыши. Чтобы предотвратить исключение Французская федерация регби пообещала отменить чемпионат и составила список игроков, виновных в получении денег за игру. Среди этих игроков были Жан Доже, Робер Соро и Морис Симан. Исключение команды из турнира удалось предотвратить, но чемпионат Франции все же состоялся из-за давления большинства французских регбийных клубов.
Сборная Франции разделила первое место в турнире пяти наций 1954 и 1955 годах, в первом случае с Англией и Уэльсом, во втором — с Уэльсом. Французы впервые выиграли у „Олл Блэкс“ 15 февраля 1954 года. Жан Пра, капитан команды, получил решающие три очка в этой игре. Он также возглавлял сборную, когда она второй раз обыграла Англию на „Туикенеме“. После того, как его достижения в карьере были торжественно отпразднованы в Уэльсе, английский журналист назвал его „мистером Регби“.
16 августа 1958 года сборная Франции впервые победила, со счетом 9-5, „Спрингбокс“ на стадионе „Эллис Парк“ в Йоханнесбурге. Команду возглавлял „доктор Схватка“ Люсьен Мияс. Хотя турне команды по Южной Африке было осложнено отсутствием многих опытных игроков, оно получилось очень успешным, поскольку с первой игры, которая закончилась ничьей 3-3, сборная продемонстрировала, что может соперничать с лучшими командами мира. Этот успех был предвестником ещё большего успеха на Турнире пяти наций в следующем году.

### 1959—1970: первая сольная победа и большой шлем
Продолжая успех южноафриканского турне 1958 года, сборная Франция впервые завоевала звание единоличного чемпиона Турнира пяти наций 1959 года. К этому успеху её привел Люсьен Мияс. В следующем году Франция вновь разделила звание чемпиона с Англией. Каждая из команд выиграла по три игры, а матч между ними завершился вничью. В 1961 году сборная опять не знала поражений, трижды выиграла и один раз сыграла вничью, в 1962 году — три победы и проигрыш от Уэльса 0-3. Среди игроков, которые принесли сборной эти первые успехи в Турнире пяти наций были: Альфред Рок, Амедей Доменек, Люсьен Мияс, Франсуа Монкла, Мишель Крост («Монгол»), Мишель Селая, Андре Бонифас и Ги Бонифас, Кристиан Дарруй и Пьер Албаладежо.
Следующая выигрышная серия состоялась в сезонах 1967, 1968 и 1970 годов. Между этими двумя французскими сериями в Турнире доминировали валлийцы. Они выиграли за эти годы четыре турнира. Ги Камбараберо был главным создателем побед 1967 и 1968 годов, заработав для сборной 49 из 67 очков. За этот промежуток Франция выиграла 52 из 93 матчей, что составляло 56 % побед в играх.
Наибольшим успехом был первый большой шлем в сезоне 1968 года. Капитаном той команды был Кристиан Каррер, а в её состав входили такие игроки как Бенуа Дога, Вальтер Спангеро, Пьер Вильпре и братья Камбераберо. Фактически результата добился не один состав, а два, поскольку сборная использовала в турнире 1968 года 28 игроков.
Несмотря на в целом хорошие результаты, французам никак не удавалось победить „Олл Блэкс“. С 1961 по 1958 годы французы встречались с новозеландцами 8 раз, и новозеландцы 8 раз побеждали, в том числе и на домашнем поле французов — стадионе „Коломб“. Баланс сборной Франции против команды Южной Африки в этот период тоже отрицательный: 4 поражения (из которых два дома), две победы и ничья. Французам пришлось довольствоваться тем, что они дважды победили „Спрингбокс“ на их поле, в 1964 году со счетом 8-6 и в 1967 году на „Эллис Парк“ со счетом 19-14. С Австралией Франция в этот промежуток времени играла только три раза, дважды победив „Уоллабис“ и проиграв одни матч с разницей в одно очко в августе 1968 года в Сиднее.

### 1971—1980: второй большой шлем и соперничество с валлийцами
Франция разделила чемпионство на Турнире пяти наций 1973 года, который все команды завершили с одинаковым количеством очков, и получила Большой шлем в Турнире 1977 года. Но в целом в этот период доминировала сборная Уэльса, которая выиграла его пять раз. Соотношение выигрышей и поражений между двумя сборными в этот период беспрекословно в пользу валлийцев: шесть побед, три поражения и одна ничья. В матчах между сборными Франции и Уэльса выделялись яркие индивидуальности игроков, таких как валлийцы Берри Джон, Гарет Эдвардс, Джон Питер Рис Уильямс, Джон Тейлор и Джерард Дэвис и французы: Жан-Пьер Рив, Клод Дурт, Жан-Премьер Люкс, Жо Мазо, Жан Трилло и Жан-Мишель Агирре. Эти же команды боролись за победу в Турнире 1976 года и одновременно за Большой шлем на „Армс Парк“ в Кардиффе. Игра была очень напряженной и завершилась победой валлийцев 19-13. Несмотря на неудачу, турнир продемонстрировал силу французов в тяжёлой борьбе. В состав сборной входили Жан-Пьер Бастья, Жан-Франсуа Ембернон, Мишель Пальмье, Жерар Шолль и Робер Папарамборд. Эти же команды играли за победу в Турнире 1978 года, и вновь на кону был Большой шлем, и снова валлийцы победили.
Капитаном команды которая получила Большой шлем в 1977 году был Жак Фуру. Вместе с Жаном-Пьером Роме они образовывали образцовую пару полузащитников. В четырёх выигранных играх турнира сборная Франции не позволила противникам провести ни одной попытки. Сначала они победили Уэльс 16-9, затем в тяжёлой игре на „Туикенеме“ выиграли у англичан 4-3, а следующие две победы против шотландцев и ирландцев обеспечили им большой шлем.
За десятилетие „голубые“ выиграли 41 из 77 матчей (53 %). Это посредственная статистика, но за ней скрывается тот факт, что команда завоевала Большой шлем в 1977 году и имела положительный баланс против лучшей команды мира — „Олл Блэкс“. С 1973 по 1979 год французы играли с новозеландцами пять раз, трижды выиграли и дважды уступили. Победа 24-19, одержанная 14 июля 1979 года на „Иден Парк“ в Окленде осталась в памяти благодаря красивому стилю, в котором она была одержана. „Голубые“ совершили четыре попытки против двух новозеландских и впервые в истории одержали победу в Новой Зеландии.
„Спрингбокс“, однако, выиграли за это десятилетие 6 из 7 матчей против французов, а седьмая игра завершилась вничью. У „Уоллабис“ Франция выиграла четыре из шести матчей, и только один раз проиграла, в Тулузе в 1971 году.

### 1981—1989: десятилетие Фуру
1980-е стали звёздным часом для сборной Франции во главе с харизматичным тренером Жаком Фуру. Команда выиграла 6 турниров пяти наций: в 1981, 1983 (разделила первое место с ирландцами), 1986 (с шотландцами), 1987, 1988 (с валлийцами) и 1989 годах. При этом сборная дважды завоёвывала Большой шлем: в 1981 и 1987 годах. Кроме сезона 1982 года, французы каждый год завершали турнир на одном из двух первых мест.
Большой шлем 1981 года вновь покорился в тяжёлой борьбе благодаря вначале победе над Уэльсом в Париже, а затем успеху против англичан на «Туикенеме», которые владели Большим шлемом с предыдущего года. Капитан «голубых» Жан-Пьер Рив получил тогда прозвище «Золотой шлем», которое подчеркивало его вклад в успех команды. Свой вклад в победу сделали ещё 18 игроков, в частности Робер Папарамборд, Ролан Бертранн и Ги Лапорт.
На протяжении этого десятилетия французы проиграли четыре игры шотландцам, которые завоевали Большой шлем в 1984 году и набрали одинаковое количество очков с Францией в 1986 году. Хотя в 1985 году французы не знали поражений (2 победы и 2 ничьи), они не смогли победить, так как ирландцы выиграли 3 игры и только одну сыграли вничью.
«Голубые» снова выиграли Большой шлем в 1987 году. Тогда капитаном команды был Даниэль Дюброка. После победы над Уэльсом 16-9, попытка Филиппа Селла, которая началась за 80 метров до зачётного поля, позволила «Синим» одолеть Англию на «Туикенеме», а затем четыре попытки, три из которых на счету Эрика Бонневаля, дали французам победу на «Парк де Пренс». Эрик Бонневаль повторил в той игре рекорды Мишеля Кроста и Кристиана Дарруя. Наконец, решающую победу французы одержали над ирландцами на «Лэнсдаун Роуд» 19-13. Две попытки в той игре были на счету Эрика Шама. Десятилетие закончилось ещё одной, шестой, победой в Турнире благодаря игре Сержа Бланко и Пьера Барбизье.
В этот период Франция сыграла 77 матчей, одержала 47 побед, что составляет 61 % от всех игр. Восемь поражений «голубые» потерпели от «Олл Блэкс», победив их только дважды. «Олл Блэкс» справедливо стали обладателями первого Кубка мира в 1987 году.
Лучшее соотношение выигрышей и проигрышей было с австралийцами: 3 победы, 4 поражения и одна ничья. Одна из побед позволила сборной Франции попасть в финал Кубка мира 1987 года. Первый тайм французы проиграли 6-9 и уступали на протяжении большей части игры, но сумели выиграть 30-24, совершив 4 попытки. Однако, «голубые» не смогли повторить этот подвиг в финале и «Олл Блэкс» разбили их 29-9.

### 1990—2001: соперничество с англичанами
В 1990-х в европейском регби доминировали англичане. Они выиграли 6 турниров пяти наций и 3 Больших шлема, но французы также показывали высокий уровень игры и соревновались с Англией за звание лучшей европейской команды: они выиграли три турнира — в 1993, 1997 (победив англичан в гостях) и 1998 годах. Последние два выигрыша были одержаны вместе с завоеванием Больших шлемов. Команду выводили на поле капитаны Абделатиф Беназзи и Рафаэль Ибанес. Среди ярких игроков десятилетия были Филипп Сент-Андре, Оливье Мань, Тома Кастаньед и Жан-Люк Садурни. Тренерами были Даниэль Дюброка и Жан Трилло (1990—1991), Пьер Беббизье (1991—1995), Жан-Клод Скрела (1995—1999) и Бернар Лапорт (1999—2007).
Филипп Сент-Андре завершил очень красивую комбинацию в игре с англичанами в Турнире 1991 года. Комбинацию начал Серж Бланко из собственного зачётного поля и французы прошли через все поле — 100 метров. Эта попытка считается лучшей за всю историю Кубка пяти наций
На Кубке мира 1991 года Франция выступила крайне неудачно — они проиграли в четвертьфинале англичанам и выбыли из соревнований. Реванш удалось получить в 1995 году в игре за третье место.
В 1993 году Франция впервые завоевала звание чемпиона Европы по регби, которое стали получать победители Турнира пяти наций.
В турнире пяти наций 1997 года французы вновь завоевали Большой шлем. Это был первый год эпохи Жан-Клода Скрела. Началось все с победы в Дублине, в которой Давид Вендитто совершил три попытки. Затем была победа благодаря усилиям Кристофа Лемезона на «Туикенеме» 23-20, проигрывая 6-20. Завершился турнир того года уверенным выигрышем в Париже над шотландцами 47-20.
В следующем году Франция завоевала второй Большой шлем подряд. Путь к нему французы начали с победы над англичанами на «Стад де Франс», затем был тяжёлый домашний выигрыш 18-16 над ирландцами. Лучшими французскими бомбардирами были Кристоф Ламезон, Филипп Берна-Салль и Тома Кастенед.
Сборная стала финалистом Кубка мира 1999 года, одержав в полуфинале невероятную победу над «Олл Блэкс» 43-31. В финале «голубых» разбила сборная Австралии 35-12, однако это было повторением результата 1987 года.
В 1990—2001 годах сборная Франция провела 133 международных матча и одержала 83 победы, что составило 62 % от общего числа матчей и примерно равнялось уровню предыдущего десятилетия, несмотря на катастрофический 1990 год, в котором французы одержали лишь три победы в десяти матчах.
Соотношение выигрышей и проигрышей с «Олл Блэкс» довольно ровное, 4 против 5, и, более того, французы победили новозеландцев в полуфинале чемпионата мира. Один из выигрышей, 3 июля 1994 года на «Иден Парк», останется в анналах сборной Франции. Проигрывая 17-20 незадолго до конца матча, французы осуществили попытку, которую начали почти от своего зачётного поля и продолжили через все поле рядом пасов. В атаке участвовало много игроков. Новозеландские журналисты назвали эту попытку «попыткой века», а французские — «попыткой на другом конце света».
Баланс сборной Франции со «Спрингбокс» тоже отрицательный — три победы и семь поражений, одна из которых, со счетом 15-19 в полуфинале Кубка мира 1995 года, который Спрингбокс, играя дома, выиграли. Французам не хватило до победы в полуфинале лишь немножко, потому что в конце игры, Абделатиф Беназзи пробился через защиту, но на залитом водой поле поскользнулся в нескольких сантиметрах от зачётной линии.
«Голубые» плохо играли против австралийцев, которые выиграли восемь из десяти игр, в частности игру в финале Кубка мира 1999 года. В этот период «Уоллабис» были мощной командой и стали чемпионами в 1991 и 1999 годах.

### 2002—2007: конец эры Лапорта
Новый век удачно начался для сборной Франции — она выигрывала Турнир шести наций в 2002, 2004, 2006 и 2007 годах. В 2002 и 2004 годах команда завоёвывала и Большой шлем. Команду выводили на поле капитаны Фабьен Пелу, Фабьен Галтье, Оливье Мане и Рафаэль Ибаньес. Тренировал команду с 1999 года до окончания Кубка мира 2007 года Бернар Лапорт.
Большой шлем 2002 года был добыт в Кубке шести наций — в турнире стала участвовать сборная Италии. После победы над итальянцами и выигрыша в равной игре 37-33 против Уэльса на «Миллениуме», решающей стала игра с англичанами: в которой «голубые» выиграли 20-15, а затем закрепили успех победами над другими британскими командами.
Кубок мира 2003 года Франция завершила на четвёртом месте, проиграв в полуфинале Англии 7-24. Все 24 очка для Англии завоевал Джонни Уилкинсон. Англия стала чемпионом мира, выиграв в финале у «Уоллабис» 20-17.
Большой шлем Турнира шести наций 2004 года стал восьмым в истории сборной Франции. Успех к команде капитана Фабьяна Пелу пришёл благодаря победе над валлийцами на «Миллениуме» 29-22 и выигрыша у чемпионов мира англичан 24-21 на «Стад де Франс» в матче, который был настоящим финалом турнира. Матч собрал на стадионе 79 900 зрителей и 9 миллионов телезрителей у экранов.
С 2002 по 2006 годы «голубые» выиграли 38 из 62 игр, что составило 61 %.
Баланс французской команды против «Олл Блэкс» был снова отрицательный. Французы проиграли 5 матчей подряд, в частности игру в малом финале Кубка мира 2003 года, и только один матч свели к ничьей. Последняя к тому времени победа над новозеландцами 42-33 приходилась на 10 ноября 2000 года. В шести матчах против «Спрингбокс» Франция одержала две победы, один раз проиграла и один раз сыграла вничью. Волабиз выиграли во Франции трижды, два раза проиграли, и одна игра завершилась вничью.
В Турнире 2007 года французы сначала выиграли у итальянцев в Риме 39-3, затем у ирландцев на «Кроук Парк» 20-17, но проиграли англичанам на «Туикенеме» 18-26. Победа над шотландцами на «Стад де Франс» 46-19 позволила команде опередить ирландцев по разнице игровых очков.
Франция была хозяйкой Кубка мира 2007 года, но её сборная разочаровала — только четвёртое место, проигрыш Англии в полуфинале и аргентинцам в матче за третье место. Единственным светлым воспоминанием для французов от Кубка осталась победа над «Олл Блэкс» в четвертьфинале.

### с 2008 года: Льевремон
После Кубка мира тренером сборной Франции вместо Бернара Лапорта был назначен Марк Льевремон. Он выбрал себе в помощники Эмиля Нтамака как ответственного за заднюю линию и Дидье Ретьера за переднюю линию.
Турнир шести наций 2008 года Франция завершила на третьем месте, проиграв англичанам и валлийцам. В летнее турне в Австралии французы уехали без игроков-финалистов чемпионата Франции и разгромно проиграли 34-13 и 40-10.
В Турнире шести наций 2009 года команда вновь заняла третье место. В июне команда поехала в Океанию, где впервые с 1994 года выиграла против «Олл Блэкс» 27-22. Проигрыш с меньшей разницей в Веллингтоне 10-14 позволил Франции впервые выиграть кубок Дэйва Галлагера. Затем сборная проиграла в Сиднее Австралии. Во время осеннего турне она победила 20-13 новых чемпионов мира, сборную Южной Африки, и сборную Самоа, но снова провалилась в игре с «Олл Блэкс» 12-39.
Свой девятый Большой шлем сборная Франции завоевала в 2010 году. Этому успеху команда во многом обязана Моргану Парра. Он записал на свой счет 61 очко и разделил звание лучшего бомбардира турнира с валлийцем Стивеном Джонсом. Его объявили кандидатом на звание лучшего игрока Турнира 2010 года, но в итоге он уступил ирландцу Томми Боу.
Летнее турне не удалось. Проигрыш Южной Африке был позором, а поражение от Аргентины заставила забыть успех в Турнире шести наций. Осенью сборная проиграла Австралии 16-59. Это было худшее домашнее поражение команды за всю историю. В этой игре «Уоллабис» применили тактику индивидуальных проходов наподобие игры в регби-13.
Франция потеряла звание чемпиона Турнира шести наций в 2011 году. Выиграв сначала у шотландцев и ирландцев, французы провалили игру с англичанами, а затем потерпели поражение от итальянцев, которое стало первым в истории игр между этими двумя командами. Победа в пятой игре над валлийцами позволила сборной финишировать на втором месте.

## Символика
До 1912 года майка сборной Франции не была голубой и на ней не был изображён петух. Она была белой с изображением двух колец: красного и синего. Это была эмблема Союза французских спортивных обществ, под чьей эгидой выступала сборная. Переплетенные кольца послужили прообразом олимпийской эмблемы, предложенной Пьером де Кубертеном в 1913 году. Кубертен был генеральным секретарем Союза спортивных обществ. Эмблема символизировала три цвета французского флага.
После первой победы сборной Франции над Шотландией в 1911 году, Марсель Коммюно, капитан команды, настоял на том, чтобы на форме игроков сборной был изображен галльский петух — символ Франции. Ещё в 1910 году французский футболист Жан Ригал вышел с такой эмблемой против сборной Италии, а затем передал её национальному музею спорта. Петух стал символом Франции очень давно, ещё когда древние римляне заметили, что слова петух и галльский на латыни произносятся одинаково — gallus. Название прижилось, французам оно понравилось. За несколько минут до конца игры против англичан в шестидесятых, когда Франция вела 13-12, но в матче был сложный момент, Арнальдо Груарен призвал к чувству национальной гордости своих товарищей: «Эй! На груди у нас петух! Это не цесарка! Так играйте!».
Символ сборной Франции по регби приобрёл большую известность. Его переняли французские олимпийцы, которые участвовали в Олимпиаде 1920 года. На их эмблеме петух сидел на олимпийских кольцах. Петух стал логотипом Национального олимпийского комитета. Правила МОК обязывают национальные комитеты иметь эмблему, которая ассоциировалась бы с национальными символами, цветами флага и олимпийскими кольцами. Соответственно, французских спортсменов часто называют «петухами», а болельщики сборной Франции по регби нередко приносят на стадион живого петуха.
С начала XX века сборная Франции играет в майках голубого цвета, белых шортах и красных гетрах. С этим связано другое название команды — «голубые» (les Bleus). Такой выбор поставил проблему перед шотландцами — им пришлось отказаться от традиционного морского голубого цвета в домашних матчах. Соответственно, французам также приходится играть домашние матчи против команд с традиционным синим цветом (Шотландии, Италии, Самоа) в белых майках.
В первое десятилетие XXI века цвета сборной изменились. В 2003 году шорты стали голубыми, в 2007 году королевский голубой цвет стал темным, синими стали также и гетры, и команда стала играть в синем с ног до головы. В 2009 году сборная вновь вернулась к традиционному триколору, но майка осталась темного синего цвета.
Форму для сборной Франции по регби поставляет американская компания Nike.

## Игроки

### Текущий состав
Обновление: 23 июня 2017 года.

### Отбор игроков
Сборная Франции состоит из игроков, отобранных селекционерами, тренерами и менеджером команды. С 2007 года команду тренирует Марк Льевремон, а Жо Мазо является её менеджером с 1995 года. Менеджер возглавляет селекционный комитет, который собирает информацию о кандидатурах игроков и представляет её тренеру, который принимает окончательное решение. Обычно за одну-две недели до международного матча определяется список из 22 игроков. Тот состав, который выйдет на поле называется за несколько дней до игры в зависимости от формы и физического состояния кандидатов. Для участия в Турнире шести наций выбирают 40 игроков на весь турнир.
Перед Кубком мира по регби список игроков объявляется за много месяцев до его начала. Затем по мере приближения к турниру он уменьшается, но сохраняет больше одного игрока на позицию, учитывая необходимость проведения большого числа матчей на протяжении всего нескольких дней. В Кубке мира 2003 года в залах принимало участие тридцать французских игроков, каждый из которых выходил на поле хотя бы раз, и только шесть игроков играли во всех матчах.
Игрок имеет право быть отобранным в сборную Франции, если он выступал за одну из команд чемпионата Франции на протяжении по крайней мере трёх месяцев, и не играл не за какую другую сборную. Последнее правило сейчас выдерживается строго, хотя в прошлом команды южного полушария его часто нарушали. Эти правила позволяют играть за сборную Франции гражданам других стран. Многие игроки им пользовались: южноафриканцы Эрик Мелвилла, Питер де Вильерс и Брайан Либенберг, новозеландец Тони Марш. Сборная Франции, которая встречалась в 1906 году с Новой Зеландией, имела в своём составе двух чужеземцев: англичан Уильяма Крайтона и Аллана Мура.
В отличие от сборной Франции по футболу, в сборную по регби по большей части приглашаются игроки, играющие в чемпионате Франции. Однако некоторые игроки, например, Рафаэль Ибаньес или Себастьян Шабаль, выступали в английском чемпионате.
Отобранные в сборную игроки не могут отказаться, кроме случаев травм или болезни. Из-за этого у французской федерации возникают конфликтные ситуации с клубами, поскольку те теряют игроков, необходимых в чемпионате. Регбийные чемпионаты не делают перерывов на игры сборных, даже в случае Турнира шести наций или Кубка мира.

### Индивидуальные рекорды

#### Наибольшее число игр за сборную
| #   | Спортсмен          | Годы выступлений | Игр за сборную | Попыток | Очков |
| --- | ------------------ | ---------------- | -------------- | ------- | ----- |
| 1.  | Фабьен Пелу        | 1995—2007        | 118            | 8       | 40    |
| 2.  | Филипп Селла       | 1982—1995        | 111            | 30      | 125   |
| 3.  | Рафаэль Ибанез     | 1996—2007        | 98             | 8       | 40    |
| 4.  | Серж Бланко        | 1980—1991        | 93             | 38      | 233   |
| 5.  | Оливье Мань        | 1997—2007        | 89             | 14      | 70    |
| 6.  | Дамьен Трай        | 2001—2011        | 86             | 14      | 128   |
| 7.  | Николя Ма          | 2003—2015        | 85             | 1       | 5     |
| 8.  | Сильвен Марконне   | 1998—2011        | 84             | 3       | 15    |
| 9.  | Димитри Шажевский  | 2004—2015        | 83             | 7       | 35    |
| 10. | Иманоль Аринордоки | 2002—2012        | 82             | 13      | 65    |
| 10. | Луи Пикамоль       | 2008—2019        | 82             | 10      | 50    |

Последнее обновление: 20 ноября 2021 года. Здесь и далее в статистику включены только матчи, официально учтённые регбийным союзом.

#### Наибольшее количество попыток
Больше попыток за сборную Франции совершил Серж Бланко. Побить его рекорд будет трудно, поскольку он имеет на 14 попыток больше, чем Венсан Клерк и на 16, чем Орельяна Ружри, лучших по этому показателю из до сих пор активных игроков. Относительно других показателей, то по количеству заработанных очков и количеством успешных реализаций рекорд принадлежит Кристофу Ламезону: 380 очков и 61 реализация. Рекордное количество штрафных ударов забил Тьерри Лакруа — 89. А больше дроп-голов принадлежит Жан-Патрику Лекарбура — 15.
| #   | Спортсмен         | Годы выступлений | Попыток | Игр за сборную | Попыток в среднем за игру |
| --- | ----------------- | ---------------- | ------- | -------------- | ------------------------- |
| 1.  | Серж Бланко       | 1980—1991        | 38      | 93             | 0.41                      |
| 2.  | Венсан Клер       | 2002—2013        | 34      | 67             | 0.51                      |
| 3.  | Филипп Сен-Андре  | 1990—1997        | 32      | 69             | 0.46                      |
| 4.  | Филипп Селла      | 1982—1995        | 30      | 111            | 0.27                      |
| 5.  | Филипп Берна-Саль | 1992—2001        | 26      | 41             | 0.63                      |
| 5.  | Эмиль Нтамак      | 1994—2000        | 26      | 46             | 0.78                      |
| 7.  | Кристоф Доминиси  | 1998—2007        | 25      | 67             | 0.37                      |
| 8.  | Кристиан Дарруй   | 1957—1967        | 23      | 40             | 0.58                      |
| 8.  | Орельен Бужери    | 2001—2012        | 23      | 76             | 0.3                       |
| 10. | Янник Жозьон      | 2001—2011        | 20      | 73             | 0.27                      |
| 10. | Патрис Лажиске    | 1983—1991        | 20      | 46             | 0.44                      |

Последнее обновление: 23 июня 2017 года.

## Тренеры
До 1963 года сборная не имела тренера. Роль тренера исполнял капитан команды.
С 1976 по 1979 годы в сборной доминировала сильная личность тогдашнего капитана Жака Фуру, который играл важную роль в выборе игроков и тактики. Фуру получил прозвище «маленького капрала» — низкий рост не мешал ему дирижировать энергичными действиями стальной схватки. В 1978 году он ушёл из сборной из-за несогласия с главой селекционного комитета Эли Пеберо, но вернулся через два года в качестве тренера. Он занимал эту должность с 1981 по 1990 годы. Ему принадлежала вся полнота власти: тренера и селекциионера, откуда новое прозвище — «малый Наполеон». За период его пребывания на посту тренера сборная Франции шесть раз выиграла Турнир пяти наций, дважды завоевала Большой шлем и стала финалистом Кубка мира.
Позже Жак Фуру занимал крупную должность во Французской федерации регби: был её вице-президентом при Альбере Феррасси, но затем, после попытки стать президентом, попал в немилость. После периода междуцарствия, в течение которого должность главного тренера занимал бывший игрок Даниэль Дюброка, сборную в декабре 1991 года возглавил другой игрок и бывший капитан Пьер Бербизье. Он стал тренером в 33 года, что было рекордно молодым возрастом для любого вида спорта во Франции.
Бербизье удерживал пост до сентября 1995 года, когда его заменил Жан-Клод Скрела, также бывший игрок. В работе с 1997 года ему помогал другой бывший игрок из Тулузы Пьер Вильпре. Их сотрудничество было плодотворным, поскольку сборная завоевала Большой шлем в 1997 и 1998 годах и стала финалистом Кубка мира в 1999 году.
Бернар Лапорт стал тренером-селекционером команды после Кубка мира 1999 года. С ним Франция дважды получала Большой шлем: в 2002 и 2004 годах, выиграла Турнир шести наций в 2006 и 2007 годах, стала полуфиналистом Кубка мира в 2003 году. Он тесно сотрудничал с менеджером Жо Мазо. Перед ними стояла цель как можно лучше подготовить команду к домашнему Кубка мира 2007 года.
24 октября 2007 года тренером сборной Франции был назначен Марк Льевремон. Он избрал своими помощниками Эмиля Нтамака для задней линии и Дидье Ретьера для передней.

### Список тренеров
| Специалист       | Годы работы |
| ---------------- | ----------- |
| Жан Пра          | 1964—1968   |
| Фернан Казенав   | 1968—1973   |
| Жан Декло        | 1973—1980   |
| Жак Фуру         | 1981—1990   |
| Даниэль Дюброка  | 1990—1991   |
| Пьер Бербизье    | 1991—1995   |
| Жан-Клод Скрела  | 1995—1999   |
| Бернар Лапорт    | 1999—2007   |
| Марк Льевремон   | 2007—2011   |
| Филипп Сен-Андре | 2011—2015   |
| Ги Нове          | 2016—2017   |
| Жак Брюнель      | 2018—2019   |
| Фабьен Галтье    | 2019—н.в.   |

## Стадионы
С 1906 по 1914 год сборная Франции сыграла 10 игр на «Парк де Пренс», 4 игры на «Стад Олимпик Ив-дю-Мануар» в Коломбе и один в Бордо на «Стад Сен-Жермен». С 1920 по 1940 год она провела 30 матчей в Коломбо и лишь 6 на «Парк де Пренс». С 1945 по 1972 год большинство домашних игр сборной проходили тоже в Коломби (всего на стадионе «Ив-дю-Мануар» с 1908 по 1972 год состоялось 98 игр), затем, с 1973 года команда играла на перестроенном «Парк де Пренс».
С 1998 года сборная Франции играет матчи Турнира шести наций и большинство товарищеских матчей на «Стад де Франс», но некоторые игры проходят в провинции: на «Стад Жерлан» в Лионе, на стадионе «Велодром» в Марселе, а также на «Стадьоме» в Тулузе.

### Тренировочная база
К каждой игре команда готовится в Национальном регбийном центре в Лина-Маркусси, где для этого есть все необходимые условия: тренировочные поля (одно крытое), атлетический зал, амфитеатр, помещения и бассейн.
Подготовка проходит под руководством тренера сборной, которому помогает другой персонал, в частности ответственный за физическую подготовку, врач, кинезитерапевт, тренеры передней и задней линий, судья, специалист по игре в защите и тренер ударов.

## Статистика
| Топ-30 рейтинга на 31 октября 2022                  |                |                |       |
| №                                                   | Подъём/падение | Сборная        | Очки  |
| 1                                                   | ▬              | Ирландия       | 90.03 |
| 2                                                   | ▬              | Франция        | 89.41 |
| 3                                                   | ▬              | ЮАР            | 89    |
| 4                                                   | ▬              | Новая Зеландия | 87.64 |
| 5                                                   | ▬              | Англия         | 86.25 |
| 6                                                   | ▲ 3            | Австралия      | 82.08 |
| 7                                                   | ▬              | Уэльс          | 81.28 |
| 8                                                   | ▬              | Аргентина      | 81.21 |
| 9                                                   | ▼ 3            | Шотландия      | 80.51 |
| 10                                                  | ▬              | Япония         | 77.39 |
| 11                                                  | ▬              | Самоа          | 75.75 |
| 12                                                  | ▬              | Фиджи          | 75.08 |
| 13                                                  | ▬              | Грузия         | 74.51 |
| 14                                                  | ▬              | Италия         | 73.29 |
| 15                                                  | ▬              | Испания        | 69.27 |
| 16                                                  | ▬              | Тонга          | 67.79 |
| 17                                                  | ▬              | Румыния        | 66.33 |
| 18                                                  | ▬              | Уругвай        | 65.97 |
| 19                                                  | ▬              | США            | 65.17 |
| 20                                                  | ▬              | Португалия     | 65.08 |
| 21                                                  | ▬              | Чили           | 61.24 |
| 22                                                  | ▬              | Гонконг        | 61.03 |
| 23                                                  | ▬              | Канада         | 60.99 |
| 24                                                  | ▬              | Намибия        | 60.56 |
| 25                                                  | ▬              | Россия         | 58.06 |
| 26                                                  | ▬              | Бельгия        | 55.97 |
| 27                                                  | ▬              | Бразилия       | 57.84 |
| 28                                                  | ▬              | Нидерланды     | 53.69 |
| 29                                                  | ▬              | Польша         | 53.03 |
| 30                                                  | ▬              | Германия       | 52.79 |
| Изменение позиции — по сравнению с 26 сентября 2022 |                |                |       |
| Полный список на сайте World Rugby                  |                |                |       |

### Кубок шести наций
| 1883—2019            | Англия  | Ирландия | Италия | Уэльс   | Франция | Шотландия |
| -------------------- | ------- | -------- | ------ | ------- | ------- | --------- |
| Участие, раз         | 122     | 124      | 19     | 124     | 88      | 124       |
| Победы (совместные)  |         |          |        |         |         |           |
| Кубок домашних наций | 5 (4)   | 4 (4)    | N/A    | 7 (4)   | N/A     | 10 (3)    |
| Кубок пяти наций     | 17 (6)  | 6 (5)    | N/A    | 15 (8)  | 12 (8)  | 5 (6)     |
| Кубок шести наций    | 6       | 4        | 0      | 5       | 5       | 0         |
| Итого                | 28 (10) | 14 (9)   | 0 (0)  | 27 (12) | 17 (8)  | 15 (9)    |
| Большой шлем         |         |          |        |         |         |           |
| Кубок домашних наций | 0       | 0        | N/A    | 2       | N/A     | 0         |
| Кубок пяти наций     | 11      | 1        | N/A    | 6       | 6       | 3         |
| Кубок шести наций    | 2       | 2        | 0      | 4       | 3       | 0         |
| Итого                | 13      | 3        | 0      | 12      | 9       | 3         |
| Тройная корона       |         |          |        |         |         |           |
| Кубок домашних наций | 5       | 2        | N/A    | 6       | N/A     | 7         |
| Кубок пяти наций     | 16      | 4        | N/A    | 11      | N/A     | 3         |
| Кубок шести наций    | 4       | 5        | N/A    | 4       | N/A     | 0         |
| Итого                | 25      | 11       | N/A    | 21      | N/A     | 10        |
| Деревянная ложка     |         |          |        |         |         |           |
| Кубок домашних наций | 11      | 15       | N/A    | 8       | N/A     | 8         |
| Кубок пяти наций     | 14      | 21       | N/A    | 12      | 17      | 21        |
| Кубок шести наций    | 0       | 0        | 14     | 1       | 1       | 4         |
| Итого                | 25      | 36       | 14     | 21      | 18      | 33        |

### Баланс выигрышей и проигрышей
Баланс выигрышей и проигрышей отрицательный с пятью сборными: Южной Африки, Англии, Австралии, Новой Зеландии и Уэльса, и положительный с Шотландией, Ирландией и Италией. С двукратными чемпионами мира, австралийцами, баланс практически равный.
Отставание сборной Франции от англичан было накоплено до 1960-х, особенно до первого выигрыша в 1927 году, но в период с 1970 по 2008 годы французы имели преимущество: 23 победы, 21 проигрыш и три ничьи. В течение того же периода французы имели преимущество и над валлийцами: 27 выигрышей и 15 проигрышей при одной ничьей, над шотландцами: 28 побед, 13 проигрышей при одной ничьей, и, особенно, над ирландцами: 32 выигрышей, 3 ничьи, 8 поражений.
Свою самую крупную победу сборная Франции одержала над сборной Намибии 16 сентября 2007 года: 86 — 10. Наибольший проигрыш, 10 — 61, французы получили в игре с «Олл Блэкс» 9 июня 2007 года. Самый крупный домашний проигрыш, 16-59, был зафиксирован в игре против Австралии 27 ноября 2010 года.